# 沼田三絵美
沼田 三絵美（ぬまた さえみ、1973年3月23日 - ）は、日本の元女子プロレスラー。愛称は「ぬまっち」。後に土木作業員にギミックチェンジし、その際愛称をリングネームとしている。

## 経歴・戦歴
1990年10月10日、兵庫・赤穂市民体育館大会での対渡辺智子・山元真由美戦でデビュー（パートナーは中見川志保）。
1993年6月11日、東京・後楽園ホール大会で渡辺真美を破り、空位となっていた全日本ジュニア王座を獲得。
同年7月31日、JWPの横浜文化体育館大会で外山寿美代と引き分け同王座の初防衛に成功。この試合から土木作業員風のコスチュームに変え、リングネームも本名から「ぬまっち」に改めた。
同年9月29日、愛知県体育館大会でLLPWの遠藤美月に敗れ3度目の防衛に失敗。
1994年に首の故障のため引退。
2022年、ブル中野のYoutubeに登場。中野と対談をしている。

## タイトル歴
- 全日本ジュニア王座

## 出演

### Vシネマ
- LAST BRONX 東京番外地

## エピソード
- 現役時代に北斗晶が当時付き人だったぬまっちのイラストを週刊プロレスの「あぶない木曜日」に投稿したことがある。
- 北斗晶がレイナフブキとしてメキシコ遠征中にパートナーとして一時的に復帰